# Rane Carnegie
Pour les articles homonymes, voir Carnegie.
Rane Carnegie (né le 2 janvier 1985 à Toronto, en Ontario, Canada) est un joueur professionnel canadien de hockey sur glace.

## Carrière de joueur
Joueur canadien d'origine jamaïcaine, il commença sa carrière de hockeyeur avec les Bulls de Belleville de la Ligue de hockey de l'Ontario où il joua trois saisons. Ne trouvant aucune équipe dans la LHO intéressée à ses services après un bref passage avec les Whalers de Plymouth, il se joignit aux Mooseheads d'Halifax dans la Ligue de hockey junior majeur du Québec.
Il y joua deux saisons avant de devenir professionnel au terme d'une saison de 96 points avec les Mooseheads. Il s'aligna alors pour deux parties des séries éliminatoires de la Ligue américaine de hockey avec les Admirals de Norfolk. Il signa la saison suivante avec les Condors de Bakersfield de l'East Coast Hockey League où il inscrivit 38 points en 55 parties.
En 2007-2008, il s'aligna avec les Bucks de Laredo et les RiverKings du Mississippi de la Ligue centrale de hockey. Ses 38 points en 66 parties lui permirent d'attirer l'attention d'un club français, les Bisons de Neuilly-sur-Marne qui allait joindre la Ligue Magnus en 2008-2009. Il y obtient 34 points en 19 parties lors de sa seule saison avec le club.
Il commence la saison 2009-2010 en Suède, avec le Kallinge/Ronneby, puis il s’aligne avec le Kiekko-Laser de la Suomi-sarja.
En vue de la saison 2010-2011, il signe avec les Rapaces de Gap de la Ligue Magnus. Le 5 mars 2011, 2 jours avant le début des séries éliminatoires, le club met fin à son contrat. Quelques mois plus tard, le 9 juillet, il signe un contrat avec le Cool FM 103,5 de Saint-Georges de la Ligue nord-américaine de hockey. Il ne dispute cependant aucun match avec l'équipe.

## Trophées et honneurs personnels
- 2007 : participe au Match des étoiles de l'ECHL avec l'association Nationale.

## Statistiques
| Saison    | Équipe                      | Ligue              |    | Saison régulière | Saison régulière | Saison régulière | Saison régulière | Saison régulière |   | Séries éliminatoires | Séries éliminatoires | Séries éliminatoires | Séries éliminatoires | Séries éliminatoires |
| Saison    | Équipe                      | Ligue              | PJ | B                | A                | Pts              | Pun              | PJ               | B | A                    | Pts                  | Pun                  |                      |                      |
| 2001-2002 | Bulls de Belleville         | LHO                | 61 | 18               | 8                | 26               | 26               | 11               | 0 | 2                    | 2                    | 4                    |                      |                      |
| 2002-2003 | Bulls de Belleville         | LHO                | 60 | 21               | 25               | 46               | 28               | 7                | 1 | 6                    | 7                    | 2                    |                      |                      |
| 2003-2004 | Bulls de Belleville         | LHO                | 27 | 6                | 16               | 22               | 10               | -                | - | -                    | -                    | -                    |                      |                      |
| 2003-2004 | Whalers de Plymouth         | LHO                | 14 | 6                | 9                | 15               | 8                | -                | - | -                    | -                    | -                    |                      |                      |
| 2004-2005 | Mooseheads d'Halifax        | LHJMQ              | 68 | 32               | 32               | 64               | 52               | 13               | 8 | 5                    | 13                   | 10                   |                      |                      |
| 2005-2006 | Mooseheads d'Halifax        | LHJMQ              | 63 | 44               | 52               | 96               | 65               | 11               | 4 | 8                    | 12                   | 16                   |                      |                      |
| 2005-2006 | Admirals de Norfolk         | LAH                | -  | -                | -                | -                | -                | 2                | 0 | 0                    | 0                    | 2                    |                      |                      |
| 2006-2007 | Condors de Bakersfield      | ECHL               | 55 | 13               | 25               | 38               | 24               | 10               | 1 | 1                    | 2                    | 14                   |                      |                      |
| 2007-2008 | Bucks de Laredo             | LCH                | 46 | 13               | 16               | 29               | 48               | -                | - | -                    | -                    | -                    |                      |                      |
| 2007-2008 | RiverKings du Mississippi   | LCH                | 20 | 5                | 4                | 9                | 4                | 3                | 0 | 0                    | 0                    | 4                    |                      |                      |
| 2008-2009 | Bisons de Neuilly-sur-Marne | Ligue Magnus       | 19 | 16               | 18               | 34               | 32               | 4                | 4 | 3                    | 7                    | 4                    |                      |                      |
| 2008-2009 | Bisons de Neuilly-sur-Marne | CdF                | 1  | 2                | 0                | 2                | 6                |                  |   |                      |                      |                      |                      |                      |
| 2008-2009 | Bisons de Neuilly-sur-Marne | CdL                | 4  | 7                | 4                | 11               | 8                |                  |   |                      |                      |                      |                      |                      |
| 2009-2010 | Kallinge/Ronneby            | Division 2 (Suède) | 2  | 2                | 0                | 2                | 2                | -                | - | -                    | -                    | -                    |                      |                      |
| 2009-2010 | Kiekko-Laser                | Suomi-sarja        | 10 | 8                | 5                | 13               | 4                | 6                | 2 | 6                    | 8                    | 0                    |                      |                      |
| 2010-2011 | Rapaces de Gap              | Ligue Magnus       | 26 | 19               | 18               | 37               | 38               | -                | - | -                    | -                    | -                    |                      |                      |
| 2010-2011 | Rapaces de Gap              | CdF                | 1  | 0                | 0                | 0                | 2                | -                | - | -                    | -                    | -                    |                      |                      |
| 2010-2011 | Rapaces de Gap              | CdL                | 6  | 4                | 1                | 5                | 20               | -                | - | -                    | -                    | -                    |                      |                      |